# Casa Juan Gatell i Antoni Puig
La Casa Juan Gatell i Antoni Puig és una obra noucentista de Tarragona protegida com a Bé Cultural d'Interès Local.

## Descripció
Edifici mutilat a la dècada del 1960, del que resta només la meitat esquerra igual i simètrica a la part enderrocada. Té planta baixa i tres pisos, rematats per una terrassa amb baranes balustrades, planes i amb capitells jònics que ocupen tres alçades al costat del mar.